# Monte Camoghè
Il Camoghè è una montagna delle Prealpi Luganesi, nel Canton Ticino, alta 2228 m s.l.m.. La sua vetta segna il confine tra il Distretto di Bellinzona (comunanza Cadenazzo/Monteceneri) e quello di Lugano (comune di Ponte Capriasca).

## Descrizione
Il fianco di nord-est scende verso la Valmaggina, una laterale della Valle Morobbia; il fianco di nord-ovest scende verso la Val di Caneggio; il fianco meridionale forma la Valle di Serdena. Le acque delle valli di Serdena e Caneggio danno origine al fiume Vedeggio.
La sua quota relativamente elevata per le prealpi la pone in un ambiente intermedio tra quello alpino e quello prealpino. L'abbondanza di ferro nelle sue rocce le tinge spesso di colore rossiccio. Vi cresce una specie floreale endemica di questa regione la Androsace Brevis